# فهرست سال‌های میلادی

## سده ۲۱ (میلادی)
۲۰۶۰ (میلادی) - ۲۰۵۹ (میلادی) - ۲۰۵۸ (میلادی) - ۲۰۵۷ (میلادی) - ۲۰۵۶ (میلادی) - ۲۰۵۵ (میلادی) - ۲۰۵۴ (میلادی) - ۲۰۵۳ (میلادی) - ۲۰۵۲ (میلادی) - ۲۰۵۱ (میلادی)
۲۰۵۰ (میلادی) - ۲۰۴۹ (میلادی) - ۲۰۴۸ (میلادی) - ۲۰۴۷ (میلادی) - ۲۰۴۶ (میلادی) - ۲۰۴۵ (میلادی) - ۲۰۴۴ (میلادی) - ۲۰۴۳ (میلادی) - ۲۰۴۲ (میلادی) - ۲۰۴۱ (میلادی)
۲۰۴۰ (میلادی) - ۲۰۳۹ (میلادی) - ۲۰۳۸ (میلادی) - ۲۰۳۷ (میلادی) - ۲۰۳۶ (میلادی) - ۲۰۳۵ (میلادی) - ۲۰۳۴ (میلادی) - ۲۰۳۳ (میلادی) - ۲۰۳۲ (میلادی) - ۲۰۳۱ (میلادی)
۲۰۳۰ (میلادی) - ۲۰۲۹ (میلادی) - ۲۰۲۸ (میلادی) - ۲۰۲۷ (میلادی) - ۲۰۲۶ (میلادی) - ۲۰۲۵ (میلادی) - ۲۰۲۴ (میلادی) - ۲۰۲۳ (میلادی) - ۲۰۲۲ (میلادی) - ۲۰۲۱ (میلادی)
۲۰۲۰ (میلادی) - ۲۰۱۹ (میلادی) - ۲۰۱۸ (میلادی) - ۲۰۱۷ (میلادی) - ۲۰۱۶ (میلادی) - ۲۰۱۵ (میلادی) - ۲۰۱۴ (میلادی) - ۲۰۱۳ (میلادی) - ۲۰۱۲ (میلادی) - ۲۰۱۱ (میلادی)
۲۰۱۰ (میلادی) - ۲۰۰۹ (میلادی) - ۲۰۰۸ (میلادی) - ۲۰۰۷ (میلادی) - ۲۰۰۶ (میلادی) - ۲۰۰۵ (میلادی) - ۲۰۰۴ (میلادی) - ۲۰۰۳ (میلادی) - ۲۰۰۲ (میلادی) - ۲۰۰۱ (میلادی)

## سده ۲۰ (میلادی)
۲۰۰۰ (میلادی) - ۱۹۹۹ (میلادی) - ۱۹۹۸ (میلادی) - ۱۹۹۷ (میلادی) - ۱۹۹۶ (میلادی) - ۱۹۹۵ (میلادی) - ۱۹۹۴ (میلادی) - ۱۹۹۳ (میلادی) - ۱۹۹۲ (میلادی) - ۱۹۹۱ (میلادی)
۱۹۹۰ (میلادی) - ۱۹۸۹ (میلادی) - ۱۹۸۸ (میلادی) - ۱۹۸۷ (میلادی) - ۱۹۸۶ (میلادی) - ۱۹۸۵ (میلادی) - ۱۹۸۴ (میلادی) - ۱۹۸۳ (میلادی) - ۱۹۸۲ (میلادی) - ۱۹۸۱ (میلادی)
۱۹۸۰ (میلادی) - ۱۹۷۹ (میلادی) - ۱۹۷۸ (میلادی) - ۱۹۷۷ (میلادی) - ۱۹۷۶ (میلادی) - ۱۹۷۵ (میلادی) - ۱۹۷۴ (میلادی) - ۱۹۷۳ (میلادی) - ۱۹۷۲ (میلادی) - ۱۹۷۱ (میلادی)
۱۹۷۰ (میلادی) - ۱۹۶۹ (میلادی) - ۱۹۶۸ (میلادی) - ۱۹۶۷ (میلادی) - ۱۹۶۶ (میلادی) - ۱۹۶۵ (میلادی) - ۱۹۶۴ (میلادی) - ۱۹۶۳ (میلادی) - ۱۹۶۲ (میلادی) - ۱۹۶۱ (میلادی)
۱۹۶۰ (میلادی) - ۱۹۵۹ (میلادی) - ۱۹۵۸ (میلادی) - ۱۹۵۷ (میلادی) - ۱۹۵۶ (میلادی) - ۱۹۵۵ (میلادی) - ۱۹۵۴ (میلادی) - ۱۹۵۳ (میلادی) - ۱۹۵۲ (میلادی) - ۱۹۵۱ (میلادی)
۱۹۵۰ (میلادی) - ۱۹۴۹ (میلادی) - ۱۹۴۸ (میلادی) - ۱۹۴۷ (میلادی) - ۱۹۴۶ (میلادی) - ۱۹۴۵ (میلادی) - ۱۹۴۴ (میلادی) - ۱۹۴۳ (میلادی) - ۱۹۴۲ (میلادی) - ۱۹۴۱ (میلادی)
۱۹۴۰ (میلادی) - ۱۹۳۹ (میلادی) - ۱۹۳۸ (میلادی) - ۱۹۳۷ (میلادی) - ۱۹۳۶ (میلادی) - ۱۹۳۵ (میلادی) - ۱۹۳۴ (میلادی) - ۱۹۳۳ (میلادی) - ۱۹۳۲ (میلادی) - ۱۹۳۱ (میلادی)
۱۹۳۰ (میلادی) - ۱۹۲۹ (میلادی) - ۱۹۲۸ (میلادی) - ۱۹۲۷ (میلادی) - ۱۹۲۶ (میلادی) - ۱۹۲۵ (میلادی) - ۱۹۲۴ (میلادی) - ۱۹۲۳ (میلادی) - ۱۹۲۲ (میلادی) - ۱۹۲۱ (میلادی)
۱۹۲۰ (میلادی) - ۱۹۱۹ (میلادی) - ۱۹۱۸ (میلادی) - ۱۹۱۷ (میلادی) - ۱۹۱۶ (میلادی) - ۱۹۱۵ (میلادی) - ۱۹۱۴ (میلادی) - ۱۹۱۳ (میلادی) - ۱۹۱۲ (میلادی) - ۱۹۱۱ (میلادی)
۱۹۱۰ (میلادی) - ۱۹۰۹ (میلادی) - ۱۹۰۸ (میلادی) - ۱۹۰۷ (میلادی) - ۱۹۰۶ (میلادی) - ۱۹۰۵ (میلادی) - ۱۹۰۴ (میلادی) - ۱۹۰۳ (میلادی) - ۱۹۰۲ (میلادی) - ۱۹۰۱ (میلادی)

## سده ۱۹ (میلادی)
۱۹۰۰ (میلادی) - ۱۸۹۹ (میلادی) - ۱۸۹۸ (میلادی) - ۱۸۹۷ (میلادی) - ۱۸۹۶ (میلادی) - ۱۸۹۵ (میلادی) - ۱۸۹۴ (میلادی) - ۱۸۹۳ (میلادی) - ۱۸۹۲ (میلادی) - ۱۸۹۱ (میلادی)
۱۸۹۰ (میلادی) - ۱۸۸۹ (میلادی) - ۱۸۸۸ (میلادی) - ۱۸۸۷ (میلادی) - ۱۸۸۶ (میلادی) - ۱۸۸۵ (میلادی) - ۱۸۸۴ (میلادی) - ۱۸۸۳ (میلادی) - ۱۸۸۲ (میلادی) - ۱۸۸۱ (میلادی)
۱۸۸۰ (میلادی) - ۱۸۷۹ (میلادی) - ۱۸۷۸ (میلادی) - ۱۸۷۷ (میلادی) - ۱۸۷۶ (میلادی) - ۱۸۷۵ (میلادی) - ۱۸۷۴ (میلادی) - ۱۸۷۳ (میلادی) - ۱۸۷۲ (میلادی) - ۱۸۷۱ (میلادی)
۱۸۷۰ (میلادی) - ۱۸۶۹ (میلادی) - ۱۸۶۸ (میلادی) - ۱۸۶۷ (میلادی) - ۱۸۶۶ (میلادی) - ۱۸۶۵ (میلادی) - ۱۸۶۴ (میلادی) - ۱۸۶۳ (میلادی) - ۱۸۶۲ (میلادی) - ۱۸۶۱ (میلادی)
۱۸۶۰ (میلادی) - ۱۸۵۹ (میلادی) - ۱۸۵۸ (میلادی) - ۱۸۵۷ (میلادی) - ۱۸۵۶ (میلادی) - ۱۸۵۵ (میلادی) - ۱۸۵۴ (میلادی) - ۱۸۵۳ (میلادی) - ۱۸۵۲ (میلادی) - ۱۸۵۱ (میلادی)
۱۸۵۰ (میلادی) - ۱۸۴۹ (میلادی) - ۱۸۴۸ (میلادی) - ۱۸۴۷ (میلادی) - ۱۸۴۶ (میلادی) - ۱۸۴۵ (میلادی) - ۱۸۴۴ (میلادی) - ۱۸۴۳ (میلادی) - ۱۸۴۲ (میلادی) - ۱۸۴۱ (میلادی)
۱۸۴۰ (میلادی) - ۱۸۳۹ (میلادی) - ۱۸۳۸ (میلادی) - ۱۸۳۷ (میلادی) - ۱۸۳۶ (میلادی) - ۱۸۳۵ (میلادی) - ۱۸۳۴ (میلادی) - ۱۸۳۳ (میلادی) - ۱۸۳۲ (میلادی) - ۱۸۳۱ (میلادی)
۱۸۳۰ (میلادی) - ۱۸۲۹ (میلادی) - ۱۸۲۸ (میلادی) - ۱۸۲۷ (میلادی) - ۱۸۲۶ (میلادی) - ۱۸۲۵ (میلادی) - ۱۸۲۴ (میلادی) - ۱۸۲۳ (میلادی) - ۱۸۲۲ (میلادی) - ۱۸۲۱ (میلادی)
۱۸۲۰ (میلادی) - ۱۸۱۹ (میلادی) - ۱۸۱۸ (میلادی) - ۱۸۱۷ (میلادی) - ۱۸۱۶ (میلادی) - ۱۸۱۵ (میلادی) - ۱۸۱۴ (میلادی) - ۱۸۱۳ (میلادی) - ۱۸۱۲ (میلادی) - ۱۸۱۱ (میلادی)
۱۸۱۰ (میلادی) - ۱۸۰۹ (میلادی) - ۱۸۰۸ (میلادی) - ۱۸۰۷ (میلادی) - ۱۸۰۶ (میلادی) - ۱۸۰۵ (میلادی) - ۱۸۰۴ (میلادی) - ۱۸۰۳ (میلادی) - ۱۸۰۲ (میلادی) - ۱۸۰۱ (میلادی)

## سده ۱۸ (میلادی)
۱۸۰۰ (میلادی) - ۱۷۹۹ (میلادی) - ۱۷۹۸ (میلادی) - ۱۷۹۷ (میلادی) - ۱۷۹۶ (میلادی) - ۱۷۹۵ (میلادی) - ۱۷۹۴ (میلادی) - ۱۷۹۳ (میلادی) - ۱۷۹۲ (میلادی) - ۱۷۹۱ (میلادی)
۱۷۹۰ (میلادی) - ۱۷۸۹ (میلادی) - ۱۷۸۸ (میلادی) - ۱۷۸۷ (میلادی) - ۱۷۸۶ (میلادی) - ۱۷۸۵ (میلادی) - ۱۷۸۴ (میلادی) - ۱۷۸۳ (میلادی) - ۱۷۸۲ (میلادی) - ۱۷۸۱ (میلادی)
۱۷۸۰ (میلادی) - ۱۷۷۹ (میلادی) - ۱۷۷۸ (میلادی) - ۱۷۷۷ (میلادی) - ۱۷۷۶ (میلادی) - ۱۷۷۵ (میلادی) - ۱۷۷۴ (میلادی) - ۱۷۷۳ (میلادی) - ۱۷۷۲ (میلادی) - ۱۷۷۱ (میلادی)
۱۷۷۰ (میلادی) - ۱۷۶۹ (میلادی) - ۱۷۶۸ (میلادی) - ۱۷۶۷ (میلادی) - ۱۷۶۶ (میلادی) - ۱۷۶۵ (میلادی) - ۱۷۶۴ (میلادی) - ۱۷۶۳ (میلادی) - ۱۷۶۲ (میلادی) - ۱۷۶۱ (میلادی)
۱۷۶۰ (میلادی) - ۱۷۵۹ (میلادی) - ۱۷۵۸ (میلادی) - ۱۷۵۷ (میلادی) - ۱۷۵۶ (میلادی) - ۱۷۵۵ (میلادی) - ۱۷۵۴ (میلادی) - ۱۷۵۳ (میلادی) - ۱۷۵۲ (میلادی) - ۱۷۵۱ (میلادی)
۱۷۵۰ (میلادی) - ۱۷۴۹ (میلادی) - ۱۷۴۸ (میلادی) - ۱۷۴۷ (میلادی) - ۱۷۴۶ (میلادی) - ۱۷۴۵ (میلادی) - ۱۷۴۴ (میلادی) - ۱۷۴۳ (میلادی) - ۱۷۴۲ (میلادی) - ۱۷۴۱ (میلادی)
۱۷۴۰ (میلادی) - ۱۷۳۹ (میلادی) - ۱۷۳۸ (میلادی) - ۱۷۳۷ (میلادی) - ۱۷۳۶ (میلادی) - ۱۷۳۵ (میلادی) - ۱۷۳۴ (میلادی) - ۱۷۳۳ (میلادی) - ۱۷۳۲ (میلادی) - ۱۷۳۱ (میلادی)
۱۷۳۰ (میلادی) - ۱۷۲۹ (میلادی) - ۱۷۲۸ (میلادی) - ۱۷۲۷ (میلادی) - ۱۷۲۶ (میلادی) - ۱۷۲۵ (میلادی) - ۱۷۲۴ (میلادی) - ۱۷۲۳ (میلادی) - ۱۷۲۲ (میلادی) - ۱۷۲۱ (میلادی)
۱۷۲۰ (میلادی) - ۱۷۱۹ (میلادی) - ۱۷۱۸ (میلادی) - ۱۷۱۷ (میلادی) - ۱۷۱۶ (میلادی) - ۱۷۱۵ (میلادی) - ۱۷۱۴ (میلادی) - ۱۷۱۳ (میلادی) - ۱۷۱۲ (میلادی) - ۱۷۱۱ (میلادی)
۱۷۱۰ (میلادی) - ۱۷۰۹ (میلادی) - ۱۷۰۸ (میلادی) - ۱۷۰۷ (میلادی) - ۱۷۰۶ (میلادی) - ۱۷۰۵ (میلادی) - ۱۷۰۴ (میلادی) - ۱۷۰۳ (میلادی) - ۱۷۰۲ (میلادی) - ۱۷۰۱ (میلادی)

## سده ۱۷ (میلادی)
۱۷۰۰ (میلادی) - ۱۶۹۹ (میلادی) - ۱۶۹۸ (میلادی) - ۱۶۹۷ (میلادی) - ۱۶۹۶ (میلادی) - ۱۶۹۵ (میلادی) - ۱۶۹۴ (میلادی) - ۱۶۹۳ (میلادی) - ۱۶۹۲ (میلادی) - ۱۶۹۱ (میلادی)
۱۶۹۰ (میلادی) - ۱۶۸۹ (میلادی) - ۱۶۸۸ (میلادی) - ۱۶۸۷ (میلادی) - ۱۶۸۶ (میلادی) - ۱۶۸۵ (میلادی) - ۱۶۸۴ (میلادی) - ۱۶۸۳ (میلادی) - ۱۶۸۲ (میلادی) - ۱۶۸۱ (میلادی)
۱۶۸۰ (میلادی) - ۱۶۷۹ (میلادی) - ۱۶۷۸ (میلادی) - ۱۶۷۷ (میلادی) - ۱۶۷۶ (میلادی) - ۱۶۷۵ (میلادی) - ۱۶۷۴ (میلادی) - ۱۶۷۳ (میلادی) - ۱۶۷۲ (میلادی) - ۱۶۷۱ (میلادی)
۱۶۷۰ (میلادی) - ۱۶۶۹ (میلادی) - ۱۶۶۸ (میلادی) - ۱۶۶۷ (میلادی) - ۱۶۶۶ (میلادی) - ۱۶۶۵ (میلادی) - ۱۶۶۴ (میلادی) - ۱۶۶۳ (میلادی) - ۱۶۶۲ (میلادی) - ۱۶۶۱ (میلادی)
۱۶۶۰ (میلادی) - ۱۶۵۹ (میلادی) - ۱۶۵۸ (میلادی) - ۱۶۵۷ (میلادی) - ۱۶۵۶ (میلادی) - ۱۶۵۵ (میلادی) - ۱۶۵۴ (میلادی) - ۱۶۵۳ (میلادی) - ۱۶۵۲ (میلادی) - ۱۶۵۱ (میلادی)
۱۶۵۰ (میلادی) - ۱۶۴۹ (میلادی) - ۱۶۴۸ (میلادی) - ۱۶۴۷ (میلادی) - ۱۶۴۶ (میلادی) - ۱۶۴۵ (میلادی) - ۱۶۴۴ (میلادی) - ۱۶۴۳ (میلادی) - ۱۶۴۲ (میلادی) - ۱۶۴۱ (میلادی)
۱۶۴۰ (میلادی) - ۱۶۳۹ (میلادی) - ۱۶۳۸ (میلادی) - ۱۶۳۷ (میلادی) - ۱۶۳۶ (میلادی) - ۱۶۳۵ (میلادی) - ۱۶۳۴ (میلادی) - ۱۶۳۳ (میلادی) - ۱۶۳۲ (میلادی) - ۱۶۳۱ (میلادی)
۱۶۳۰ (میلادی) - ۱۶۲۹ (میلادی) - ۱۶۲۸ (میلادی) - ۱۶۲۷ (میلادی) - ۱۶۲۶ (میلادی) - ۱۶۲۵ (میلادی) - ۱۶۲۴ (میلادی) - ۱۶۲۳ (میلادی) - ۱۶۲۲ (میلادی) - ۱۶۲۱ (میلادی)
۱۶۲۰ (میلادی) - ۱۶۱۹ (میلادی) - ۱۶۱۸ (میلادی) - ۱۶۱۷ (میلادی) - ۱۶۱۶ (میلادی) - ۱۶۱۵ (میلادی) - ۱۶۱۴ (میلادی) - ۱۶۱۳ (میلادی) - ۱۶۱۲ (میلادی) - ۱۶۱۱ (میلادی)
۱۶۱۰ (میلادی) - ۱۶۰۹ (میلادی) - ۱۶۰۸ (میلادی) - ۱۶۰۷ (میلادی) - ۱۶۰۶ (میلادی) - ۱۶۰۵ (میلادی) - ۱۶۰۴ (میلادی) - ۱۶۰۳ (میلادی) - ۱۶۰۲ (میلادی) - ۱۶۰۱ (میلادی)

## سده ۱۶ (میلادی)
۱۶۰۰ (میلادی) - ۱۵۹۹ (میلادی) - ۱۵۹۸ (میلادی) - ۱۵۹۷ (میلادی) - ۱۵۹۶ (میلادی) - ۱۵۹۵ (میلادی) - ۱۵۹۴ (میلادی) - ۱۵۹۳ (میلادی) - ۱۵۹۲ (میلادی) - ۱۵۹۱ (میلادی)
۱۵۹۰ (میلادی) - ۱۵۸۹ (میلادی) - ۱۵۸۸ (میلادی) - ۱۵۸۷ (میلادی) - ۱۵۸۶ (میلادی) - ۱۵۸۵ (میلادی) - ۱۵۸۴ (میلادی) - ۱۵۸۳ (میلادی) - ۱۵۸۲ (میلادی) - ۱۵۸۱ (میلادی)
۱۵۸۰ (میلادی) - ۱۵۷۹ (میلادی) - ۱۵۷۸ (میلادی) - ۱۵۷۷ (میلادی) - ۱۵۷۶ (میلادی) - ۱۵۷۵ (میلادی) - ۱۵۷۴ (میلادی) - ۱۵۷۳ (میلادی) - ۱۵۷۲ (میلادی) - ۱۵۷۱ (میلادی)
۱۵۷۰ (میلادی) - ۱۵۶۹ (میلادی) - ۱۵۶۸ (میلادی) - ۱۵۶۷ (میلادی) - ۱۵۶۶ (میلادی) - ۱۵۶۵ (میلادی) - ۱۵۶۴ (میلادی) - ۱۵۶۳ (میلادی) - ۱۵۶۲ (میلادی) - ۱۵۶۱ (میلادی)
۱۵۶۰ (میلادی) - ۱۵۵۹ (میلادی) - ۱۵۵۸ (میلادی) - ۱۵۵۷ (میلادی) - ۱۵۵۶ (میلادی) - ۱۵۵۵ (میلادی) - ۱۵۵۴ (میلادی) - ۱۵۵۳ (میلادی) - ۱۵۵۲ (میلادی) - ۱۵۵۱ (میلادی)
۱۵۵۰ (میلادی) - ۱۵۴۹ (میلادی) - ۱۵۴۸ (میلادی) - ۱۵۴۷ (میلادی) - ۱۵۴۶ (میلادی) - ۱۵۴۵ (میلادی) - ۱۵۴۴ (میلادی) - ۱۵۴۳ (میلادی) - ۱۵۴۲ (میلادی) - ۱۵۴۱ (میلادی)
۱۵۴۰ (میلادی) - ۱۵۳۹ (میلادی) - ۱۵۳۸ (میلادی) - ۱۵۳۷ (میلادی) - ۱۵۳۶ (میلادی) - ۱۵۳۵ (میلادی) - ۱۵۳۴ (میلادی) - ۱۵۳۳ (میلادی) - ۱۵۳۲ (میلادی) - ۱۵۳۱ (میلادی)
۱۵۳۰ (میلادی) - ۱۵۲۹ (میلادی) - ۱۵۲۸ (میلادی) - ۱۵۲۷ (میلادی) - ۱۵۲۶ (میلادی) - ۱۵۲۵ (میلادی) - ۱۵۲۴ (میلادی) - ۱۵۲۳ (میلادی) - ۱۵۲۲ (میلادی) - ۱۵۲۱ (میلادی)
۱۵۲۰ (میلادی) - ۱۵۱۹ (میلادی) - ۱۵۱۸ (میلادی) - ۱۵۱۷ (میلادی) - ۱۵۱۶ (میلادی) - ۱۵۱۵ (میلادی) - ۱۵۱۴ (میلادی) - ۱۵۱۳ (میلادی) - ۱۵۱۲ (میلادی) - ۱۵۱۱ (میلادی)
۱۵۱۰ (میلادی) - ۱۵۰۹ (میلادی) - ۱۵۰۸ (میلادی) - ۱۵۰۷ (میلادی) - ۱۵۰۶ (میلادی) - ۱۵۰۵ (میلادی) - ۱۵۰۴ (میلادی) - ۱۵۰۳ (میلادی) - ۱۵۰۲ (میلادی) - ۱۵۰۱ (میلادی)

## سده ۱۵ (میلادی)
۱۵۰۰ (میلادی) - ۱۴۹۹ (میلادی) - ۱۴۹۸ (میلادی) - ۱۴۹۷ (میلادی) - ۱۴۹۶ (میلادی) - ۱۴۹۵ (میلادی) - ۱۴۹۴ (میلادی) - ۱۴۹۳ (میلادی) - ۱۴۹۲ (میلادی) - ۱۴۹۱ (میلادی)
۱۴۹۰ (میلادی) - ۱۴۸۹ (میلادی) - ۱۴۸۸ (میلادی) - ۱۴۸۷ (میلادی) - ۱۴۸۶ (میلادی) - ۱۴۸۵ (میلادی) - ۱۴۸۴ (میلادی) - ۱۴۸۳ (میلادی) - ۱۴۸۲ (میلادی) - ۱۴۸۱ (میلادی)
۱۴۸۰ (میلادی) - ۱۴۷۹ (میلادی) - ۱۴۷۸ (میلادی) - ۱۴۷۷ (میلادی) - ۱۴۷۶ (میلادی) - ۱۴۷۵ (میلادی) - ۱۴۷۴ (میلادی) - ۱۴۷۳ (میلادی) - ۱۴۷۲ (میلادی) - ۱۴۷۱ (میلادی)
۱۴۷۰ (میلادی) - ۱۴۶۹ (میلادی) - ۱۴۶۸ (میلادی) - ۱۴۶۷ (میلادی) - ۱۴۶۶ (میلادی) - ۱۴۶۵ (میلادی) - ۱۴۶۴ (میلادی) - ۱۴۶۳ (میلادی) - ۱۴۶۲ (میلادی) - ۱۴۶۱ (میلادی)
۱۴۶۰ (میلادی) - ۱۴۵۹ (میلادی) - ۱۴۵۸ (میلادی) - ۱۴۵۷ (میلادی) - ۱۴۵۶ (میلادی) - ۱۴۵۵ (میلادی) - ۱۴۵۴ (میلادی) - ۱۴۵۳ (میلادی) - ۱۴۵۲ (میلادی) - ۱۴۵۱ (میلادی)
۱۴۵۰ (میلادی) - ۱۴۴۹ (میلادی) - ۱۴۴۸ (میلادی) - ۱۴۴۷ (میلادی) - ۱۴۴۶ (میلادی) - ۱۴۴۵ (میلادی) - ۱۴۴۴ (میلادی) - ۱۴۴۳ (میلادی) - ۱۴۴۲ (میلادی) - ۱۴۴۱ (میلادی)
۱۴۴۰ (میلادی) - ۱۴۳۹ (میلادی) - ۱۴۳۸ (میلادی) - ۱۴۳۷ (میلادی) - ۱۴۳۶ (میلادی) - ۱۴۳۵ (میلادی) - ۱۴۳۴ (میلادی) - ۱۴۳۳ (میلادی) - ۱۴۳۲ (میلادی) - ۱۴۳۱ (میلادی)
۱۴۳۰ (میلادی) - ۱۴۲۹ (میلادی) - ۱۴۲۸ (میلادی) - ۱۴۲۷ (میلادی) - ۱۴۲۶ (میلادی) - ۱۴۲۵ (میلادی) - ۱۴۲۴ (میلادی) - ۱۴۲۳ (میلادی) - ۱۴۲۲ (میلادی) - ۱۴۲۱ (میلادی)
۱۴۲۰ (میلادی) - ۱۴۱۹ (میلادی) - ۱۴۱۸ (میلادی) - ۱۴۱۷ (میلادی) - ۱۴۱۶ (میلادی) - ۱۴۱۵ (میلادی) - ۱۴۱۴ (میلادی) - ۱۴۱۳ (میلادی) - ۱۴۱۲ (میلادی) - ۱۴۱۱ (میلادی)
۱۴۱۰ (میلادی) - ۱۴۰۹ (میلادی) - ۱۴۰۸ (میلادی) - ۱۴۰۷ (میلادی) - ۱۴۰۶ (میلادی) - ۱۴۰۵ (میلادی) - ۱۴۰۴ (میلادی) - ۱۴۰۳ (میلادی) - ۱۴۰۲ (میلادی) - ۱۴۰۱ (میلادی)

## سده ۱۴ (میلادی)
۱۴۰۰ (میلادی) - ۱۳۹۹ (میلادی) - ۱۳۹۸ (میلادی) - ۱۳۹۷ (میلادی) - ۱۳۹۶ (میلادی) - ۱۳۹۵ (میلادی) - ۱۳۹۴ (میلادی) - ۱۳۹۳ (میلادی) - ۱۳۹۲ (میلادی) - ۱۳۹۱ (میلادی)
۱۳۹۰ (میلادی) - ۱۳۸۹ (میلادی) - ۱۳۸۸ (میلادی) - ۱۳۸۷ (میلادی) - ۱۳۸۶ (میلادی) - ۱۳۸۵ (میلادی) - ۱۳۸۴ (میلادی) - ۱۳۸۳ (میلادی) - ۱۳۸۲ (میلادی) - ۱۳۸۱ (میلادی)
۱۳۸۰ (میلادی) - ۱۳۷۹ (میلادی) - ۱۳۷۸ (میلادی) - ۱۳۷۷ (میلادی) - ۱۳۷۶ (میلادی) - ۱۳۷۵ (میلادی) - ۱۳۷۴ (میلادی) - ۱۳۷۳ (میلادی) - ۱۳۷۲ (میلادی) - ۱۳۷۱ (میلادی)
۱۳۷۰ (میلادی) - ۱۳۶۹ (میلادی) - ۱۳۶۸ (میلادی) - ۱۳۶۷ (میلادی) - ۱۳۶۶ (میلادی) - ۱۳۶۵ (میلادی) - ۱۳۶۴ (میلادی) - ۱۳۶۳ (میلادی) - ۱۳۶۲ (میلادی) - ۱۳۶۱ (میلادی)
۱۳۶۰ (میلادی) - ۱۳۵۹ (میلادی) - ۱۳۵۸ (میلادی) - ۱۳۵۷ (میلادی) - ۱۳۵۶ (میلادی) - ۱۳۵۵ (میلادی) - ۱۳۵۴ (میلادی) - ۱۳۵۳ (میلادی) - ۱۳۵۲ (میلادی) - ۱۳۵۱ (میلادی)
۱۳۵۰ (میلادی) - ۱۳۴۹ (میلادی) - ۱۳۴۸ (میلادی) - ۱۳۴۷ (میلادی) - ۱۳۴۶ (میلادی) - ۱۳۴۵ (میلادی) - ۱۳۴۴ (میلادی) - ۱۳۴۳ (میلادی) - ۱۳۴۲ (میلادی) - ۱۳۴۱ (میلادی)
۱۳۴۰ (میلادی) - ۱۳۳۹ (میلادی) - ۱۳۳۸ (میلادی) - ۱۳۳۷ (میلادی) - ۱۳۳۶ (میلادی) - ۱۳۳۵ (میلادی) - ۱۳۳۴ (میلادی) - ۱۳۳۳ (میلادی) - ۱۳۳۲ (میلادی) - ۱۳۳۱ (میلادی)
۱۳۳۰ (میلادی) - ۱۳۲۹ (میلادی) - ۱۳۲۸ (میلادی) - ۱۳۲۷ (میلادی) - ۱۳۲۶ (میلادی) - ۱۳۲۵ (میلادی) - ۱۳۲۴ (میلادی) - ۱۳۲۳ (میلادی) - ۱۳۲۲ (میلادی) - ۱۳۲۱ (میلادی)
۱۳۲۰ (میلادی) - ۱۳۱۹ (میلادی) - ۱۳۱۸ (میلادی) - ۱۳۱۷ (میلادی) - ۱۳۱۶ (میلادی) - ۱۳۱۵ (میلادی) - ۱۳۱۴ (میلادی) - ۱۳۱۳ (میلادی) - ۱۳۱۲ (میلادی) - ۱۳۱۱ (میلادی)
۱۳۱۰ (میلادی) - ۱۳۰۹ (میلادی) - ۱۳۰۸ (میلادی) - ۱۳۰۷ (میلادی) - ۱۳۰۶ (میلادی) - ۱۳۰۵ (میلادی) - ۱۳۰۴ (میلادی) - ۱۳۰۳ (میلادی) - ۱۳۰۲ (میلادی) - ۱۳۰۱ (میلادی)

## سده ۱۳ (میلادی)
۱۳۰۰ (میلادی) - ۱۲۹۹ (میلادی) - ۱۲۹۸ (میلادی) - ۱۲۹۷ (میلادی) - ۱۲۹۶ (میلادی) - ۱۲۹۵ (میلادی) - ۱۲۹۴ (میلادی) - ۱۲۹۳ (میلادی) - ۱۲۹۲ (میلادی) - ۱۲۹۱ (میلادی)
۱۲۹۰ (میلادی) - ۱۲۸۹ (میلادی) - ۱۲۸۸ (میلادی) - ۱۲۸۷ (میلادی) - ۱۲۸۶ (میلادی) - ۱۲۸۵ (میلادی) - ۱۲۸۴ (میلادی) - ۱۲۸۳ (میلادی) - ۱۲۸۲ (میلادی) - ۱۲۸۱ (میلادی)
۱۲۸۰ (میلادی) - ۱۲۷۹ (میلادی) - ۱۲۷۸ (میلادی) - ۱۲۷۷ (میلادی) - ۱۲۷۶ (میلادی) - ۱۲۷۵ (میلادی) - ۱۲۷۴ (میلادی) - ۱۲۷۳ (میلادی) - ۱۲۷۲ (میلادی) - ۱۲۷۱ (میلادی)
۱۲۷۰ (میلادی) - ۱۲۶۹ (میلادی) - ۱۲۶۸ (میلادی) - ۱۲۶۷ (میلادی) - ۱۲۶۶ (میلادی) - ۱۲۶۵ (میلادی) - ۱۲۶۴ (میلادی) - ۱۲۶۳ (میلادی) - ۱۲۶۲ (میلادی) - ۱۲۶۱ (میلادی)
۱۲۶۰ (میلادی) - ۱۲۵۹ (میلادی) - ۱۲۵۸ (میلادی) - ۱۲۵۷ (میلادی) - ۱۲۵۶ (میلادی) - ۱۲۵۵ (میلادی) - ۱۲۵۴ (میلادی) - ۱۲۵۳ (میلادی) - ۱۲۵۲ (میلادی) - ۱۲۵۱ (میلادی)
۱۲۵۰ (میلادی) - ۱۲۴۹ (میلادی) - ۱۲۴۸ (میلادی) - ۱۲۴۷ (میلادی) - ۱۲۴۶ (میلادی) - ۱۲۴۵ (میلادی) - ۱۲۴۴ (میلادی) - ۱۲۴۳ (میلادی) - ۱۲۴۲ (میلادی) - ۱۲۴۱ (میلادی)
۱۲۴۰ (میلادی) - ۱۲۳۹ (میلادی) - ۱۲۳۸ (میلادی) - ۱۲۳۷ (میلادی) - ۱۲۳۶ (میلادی) - ۱۲۳۵ (میلادی) - ۱۲۳۴ (میلادی) - ۱۲۳۳ (میلادی) - ۱۲۳۲ (میلادی) - ۱۲۳۱ (میلادی)
۱۲۳۰ (میلادی) - ۱۲۲۹ (میلادی) - ۱۲۲۸ (میلادی) - ۱۲۲۷ (میلادی) - ۱۲۲۶ (میلادی) - ۱۲۲۵ (میلادی) - ۱۲۲۴ (میلادی) - ۱۲۲۳ (میلادی) - ۱۲۲۲ (میلادی) - ۱۲۲۱ (میلادی)
۱۲۲۰ (میلادی) - ۱۲۱۹ (میلادی) - ۱۲۱۸ (میلادی) - ۱۲۱۷ (میلادی) - ۱۲۱۶ (میلادی) - ۱۲۱۵ (میلادی) - ۱۲۱۴ (میلادی) - ۱۲۱۳ (میلادی) - ۱۲۱۲ (میلادی) - ۱۲۱۱ (میلادی)
۱۲۱۰ (میلادی) - ۱۲۰۹ (میلادی) - ۱۲۰۸ (میلادی) - ۱۲۰۷ (میلادی) - ۱۲۰۶ (میلادی) - ۱۲۰۵ (میلادی) - ۱۲۰۴ (میلادی) - ۱۲۰۳ (میلادی) - ۱۲۰۲ (میلادی) - ۱۲۰۱ (میلادی)

## سده ۱۲ (میلادی)
۱۲۰۰ (میلادی) - ۱۱۹۹ (میلادی) - ۱۱۹۸ (میلادی) - ۱۱۹۷ (میلادی) - ۱۱۹۶ (میلادی) - ۱۱۹۵ (میلادی) - ۱۱۹۴ (میلادی) - ۱۱۹۳ (میلادی) - ۱۱۹۲ (میلادی) - ۱۱۹۱ (میلادی)
۱۱۹۰ (میلادی) - ۱۱۸۹ (میلادی) - ۱۱۸۸ (میلادی) - ۱۱۸۷ (میلادی) - ۱۱۸۶ (میلادی) - ۱۱۸۵ (میلادی) - ۱۱۸۴ (میلادی) - ۱۱۸۳ (میلادی) - ۱۱۸۲ (میلادی) - ۱۱۸۱ (میلادی)
۱۱۸۰ (میلادی) - ۱۱۷۹ (میلادی) - ۱۱۷۸ (میلادی) - ۱۱۷۷ (میلادی) - ۱۱۷۶ (میلادی) - ۱۱۷۵ (میلادی) - ۱۱۷۴ (میلادی) - ۱۱۷۳ (میلادی) - ۱۱۷۲ (میلادی) - ۱۱۷۱ (میلادی)
۱۱۷۰ (میلادی) - ۱۱۶۹ (میلادی) - ۱۱۶۸ (میلادی) - ۱۱۶۷ (میلادی) - ۱۱۶۶ (میلادی) - ۱۱۶۵ (میلادی) - ۱۱۶۴ (میلادی) - ۱۱۶۳ (میلادی) - ۱۱۶۲ (میلادی) - ۱۱۶۱ (میلادی)
۱۱۶۰ (میلادی) - ۱۱۵۹ (میلادی) - ۱۱۵۸ (میلادی) - ۱۱۵۷ (میلادی) - ۱۱۵۶ (میلادی) - ۱۱۵۵ (میلادی) - ۱۱۵۴ (میلادی) - ۱۱۵۳ (میلادی) - ۱۱۵۲ (میلادی) - ۱۱۵۱ (میلادی)
۱۱۵۰ (میلادی) - ۱۱۴۹ (میلادی) - ۱۱۴۸ (میلادی) - ۱۱۴۷ (میلادی) - ۱۱۴۶ (میلادی) - ۱۱۴۵ (میلادی) - ۱۱۴۴ (میلادی) - ۱۱۴۳ (میلادی) - ۱۱۴۲ (میلادی) - ۱۱۴۱ (میلادی)
۱۱۴۰ (میلادی) - ۱۱۳۹ (میلادی) - ۱۱۳۸ (میلادی) - ۱۱۳۷ (میلادی) - ۱۱۳۶ (میلادی) - ۱۱۳۵ (میلادی) - ۱۱۳۴ (میلادی) - ۱۱۳۳ (میلادی) - ۱۱۳۲ (میلادی) - ۱۱۳۱ (میلادی)
۱۱۳۰ (میلادی) - ۱۱۲۹ (میلادی) - ۱۱۲۸ (میلادی) - ۱۱۲۷ (میلادی) - ۱۱۲۶ (میلادی) - ۱۱۲۵ (میلادی) - ۱۱۲۴ (میلادی) - ۱۱۲۳ (میلادی) - ۱۱۲۲ (میلادی) - ۱۱۲۱ (میلادی)
۱۱۲۰ (میلادی) - ۱۱۱۹ (میلادی) - ۱۱۱۸ (میلادی) - ۱۱۱۷ (میلادی) - ۱۱۱۶ (میلادی) - ۱۱۱۵ (میلادی) - ۱۱۱۴ (میلادی) - ۱۱۱۳ (میلادی) - ۱۱۱۲ (میلادی) - ۱۱۱۱ (میلادی)
۱۱۱۰ (میلادی) - ۱۱۰۹ (میلادی) - ۱۱۰۸ (میلادی) - ۱۱۰۷ (میلادی) - ۱۱۰۶ (میلادی) - ۱۱۰۵ (میلادی) - ۱۱۰۴ (میلادی) - ۱۱۰۳ (میلادی) - ۱۱۰۲ (میلادی) - ۱۱۰۱ (میلادی)

## سده ۱۱ (میلادی)
۱۱۰۰ (میلادی) - ۱۰۹۹ (میلادی) - ۱۰۹۸ (میلادی) - ۱۰۹۷ (میلادی) - ۱۰۹۶ (میلادی) - ۱۰۹۵ (میلادی) - ۱۰۹۴ (میلادی) - ۱۰۹۳ (میلادی) - ۱۰۹۲ (میلادی) - ۱۰۹۱ (میلادی)
۱۰۹۰ (میلادی) - ۱۰۸۹ (میلادی) - ۱۰۸۸ (میلادی) - ۱۰۸۷ (میلادی) - ۱۰۸۶ (میلادی) - ۱۰۸۵ (میلادی) - ۱۰۸۴ (میلادی) - ۱۰۸۳ (میلادی) - ۱۰۸۲ (میلادی) - ۱۰۸۱ (میلادی)
۱۰۸۰ (میلادی) - ۱۰۷۹ (میلادی) - ۱۰۷۸ (میلادی) - ۱۰۷۷ (میلادی) - ۱۰۷۶ (میلادی) - ۱۰۷۵ (میلادی) - ۱۰۷۴ (میلادی) - ۱۰۷۳ (میلادی) - ۱۰۷۲ (میلادی) - ۱۰۷۱ (میلادی)
۱۰۷۰ (میلادی) - ۱۰۶۹ (میلادی) - ۱۰۶۸ (میلادی) - ۱۰۶۷ (میلادی) - ۱۰۶۶ (میلادی) - ۱۰۶۵ (میلادی) - ۱۰۶۴ (میلادی) - ۱۰۶۳ (میلادی) - ۱۰۶۲ (میلادی) - ۱۰۶۱ (میلادی)
۱۰۶۰ (میلادی) - ۱۰۵۹ (میلادی) - ۱۰۵۸ (میلادی) - ۱۰۵۷ (میلادی) - ۱۰۵۶ (میلادی) - ۱۰۵۵ (میلادی) - ۱۰۵۴ (میلادی) - ۱۰۵۳ (میلادی) - ۱۰۵۲ (میلادی) - ۱۰۵۱ (میلادی)
۱۰۵۰ (میلادی) - ۱۰۴۹ (میلادی) - ۱۰۴۸ (میلادی) - ۱۰۴۷ (میلادی) - ۱۰۴۶ (میلادی) - ۱۰۴۵ (میلادی) - ۱۰۴۴ (میلادی) - ۱۰۴۳ (میلادی) - ۱۰۴۲ (میلادی) - ۱۰۴۱ (میلادی)
۱۰۴۰ (میلادی) - ۱۰۳۹ (میلادی) - ۱۰۳۸ (میلادی) - ۱۰۳۷ (میلادی) - ۱۰۳۶ (میلادی) - ۱۰۳۵ (میلادی) - ۱۰۳۴ (میلادی) - ۱۰۳۳ (میلادی) - ۱۰۳۲ (میلادی) - ۱۰۳۱ (میلادی)
۱۰۳۰ (میلادی) - ۱۰۲۹ (میلادی) - ۱۰۲۸ (میلادی) - ۱۰۲۷ (میلادی) - ۱۰۲۶ (میلادی) - ۱۰۲۵ (میلادی) - ۱۰۲۴ (میلادی) - ۱۰۲۳ (میلادی) - ۱۰۲۲ (میلادی) - ۱۰۲۱ (میلادی)
۱۰۲۰ (میلادی) - ۱۰۱۹ (میلادی) - ۱۰۱۸ (میلادی) - ۱۰۱۷ (میلادی) - ۱۰۱۶ (میلادی) - ۱۰۱۵ (میلادی) - ۱۰۱۴ (میلادی) - ۱۰۱۳ (میلادی) - ۱۰۱۲ (میلادی) - ۱۰۱۱ (میلادی)
۱۰۱۰ (میلادی) - ۱۰۰۹ (میلادی) - ۱۰۰۸ (میلادی) - ۱۰۰۷ (میلادی) - ۱۰۰۶ (میلادی) - ۱۰۰۵ (میلادی) - ۱۰۰۴ (میلادی) - ۱۰۰۳ (میلادی) - ۱۰۰۲ (میلادی) - ۱۰۰۱ (میلادی)

## سده ۱۰ (میلادی)
۱۰۰۰ (میلادی) - ۹۹۹ (میلادی) - ۹۹۸ (میلادی) - ۹۹۷ (میلادی) - ۹۹۶ (میلادی) - ۹۹۵ (میلادی) - ۹۹۴ (میلادی) - ۹۹۳ (میلادی) - ۹۹۲ (میلادی) - ۹۹۱ (میلادی)
۹۹۰ (میلادی) - ۹۸۹ (میلادی) - ۹۸۸ (میلادی) - ۹۸۷ (میلادی) - ۹۸۶ (میلادی) - ۹۸۵ (میلادی) - ۹۸۴ (میلادی) - ۹۸۳ (میلادی) - ۹۸۲ (میلادی) - ۹۸۱ (میلادی)
۹۸۰ (میلادی) - ۹۷۹ (میلادی) - ۹۷۸ (میلادی) - ۹۷۷ (میلادی) - ۹۷۶ (میلادی) - ۹۷۵ (میلادی) - ۹۷۴ (میلادی) - ۹۷۳ (میلادی) - ۹۷۲ (میلادی) - ۹۷۱ (میلادی)
۹۷۰ (میلادی) - ۹۶۹ (میلادی) - ۹۶۸ (میلادی) - ۹۶۷ (میلادی) - ۹۶۶ (میلادی) - ۹۶۵ (میلادی) - ۹۶۴ (میلادی) - ۹۶۳ (میلادی) - ۹۶۲ (میلادی) - ۹۶۱ (میلادی)
۹۶۰ (میلادی) - ۹۵۹ (میلادی) - ۹۵۸ (میلادی) - ۹۵۷ (میلادی) - ۹۵۶ (میلادی) - ۹۵۵ (میلادی) - ۹۵۴ (میلادی) - ۹۵۳ (میلادی) - ۹۵۲ (میلادی) - ۹۵۱ (میلادی)
۹۵۰ (میلادی) - ۹۴۹ (میلادی) - ۹۴۸ (میلادی) - ۹۴۷ (میلادی) - ۹۴۶ (میلادی) - ۹۴۵ (میلادی) - ۹۴۴ (میلادی) - ۹۴۳ (میلادی) - ۹۴۲ (میلادی) - ۹۴۱ (میلادی)
۹۴۰ (میلادی) - ۹۳۹ (میلادی) - ۹۳۸ (میلادی) - ۹۳۷ (میلادی) - ۹۳۶ (میلادی) - ۹۳۵ (میلادی) - ۹۳۴ (میلادی) - ۹۳۳ (میلادی) - ۹۳۲ (میلادی) - ۹۳۱ (میلادی)
۹۳۰ (میلادی) - ۹۲۹ (میلادی) - ۹۲۸ (میلادی) - ۹۲۷ (میلادی) - ۹۲۶ (میلادی) - ۹۲۵ (میلادی) - ۹۲۴ (میلادی) - ۹۲۳ (میلادی) - ۹۲۲ (میلادی) - ۹۲۱ (میلادی)
۹۲۰ (میلادی) - ۹۱۹ (میلادی) - ۹۱۸ (میلادی) - ۹۱۷ (میلادی) - ۹۱۶ (میلادی) - ۹۱۵ (میلادی) - ۹۱۴ (میلادی) - ۹۱۳ (میلادی) - ۹۱۲ (میلادی) - ۹۱۱ (میلادی)
۹۱۰ (میلادی) - ۹۰۹ (میلادی) - ۹۰۸ (میلادی) - ۹۰۷ (میلادی) - ۹۰۶ (میلادی) - ۹۰۵ (میلادی) - ۹۰۴ (میلادی) - ۹۰۳ (میلادی) - ۹۰۲ (میلادی) - ۹۰۱ (میلادی)

## سده ۹ (میلادی)
۹۰۰ (میلادی) - ۸۹۹ (میلادی) - ۸۹۸ (میلادی) - ۸۹۷ (میلادی) - ۸۹۶ (میلادی) - ۸۹۵ (میلادی) - ۸۹۴ (میلادی) - ۸۹۳ (میلادی) - ۸۹۲ (میلادی) - ۸۹۱ (میلادی)
۸۹۰ (میلادی) - ۸۸۹ (میلادی) - ۸۸۸ (میلادی) - ۸۸۷ (میلادی) - ۸۸۶ (میلادی) - ۸۸۵ (میلادی) - ۸۸۴ (میلادی) - ۸۸۳ (میلادی) - ۸۸۲ (میلادی) - ۸۸۱ (میلادی)
۸۸۰ (میلادی) - ۸۷۹ (میلادی) - ۸۷۸ (میلادی) - ۸۷۷ (میلادی) - ۸۷۶ (میلادی) - ۸۷۵ (میلادی) - ۸۷۴ (میلادی) - ۸۷۳ (میلادی) - ۸۷۲ (میلادی) - ۸۷۱ (میلادی)
۸۷۰ (میلادی) - ۸۶۹ (میلادی) - ۸۶۸ (میلادی) - ۸۶۷ (میلادی) - ۸۶۶ (میلادی) - ۸۶۵ (میلادی) - ۸۶۴ (میلادی) - ۸۶۳ (میلادی) - ۸۶۲ (میلادی) - ۸۶۱ (میلادی)
۸۶۰ (میلادی) - ۸۵۹ (میلادی) - ۸۵۸ (میلادی) - ۸۵۷ (میلادی) - ۸۵۶ (میلادی) - ۸۵۵ (میلادی) - ۸۵۴ (میلادی) - ۸۵۳ (میلادی) - ۸۵۲ (میلادی) - ۸۵۱ (میلادی)
۸۵۰ (میلادی) - ۸۴۹ (میلادی) - ۸۴۸ (میلادی) - ۸۴۷ (میلادی) - ۸۴۶ (میلادی) - ۸۴۵ (میلادی) - ۸۴۴ (میلادی) - ۸۴۳ (میلادی) - ۸۴۲ (میلادی) - ۸۴۱ (میلادی)
۸۴۰ (میلادی) - ۸۳۹ (میلادی) - ۸۳۸ (میلادی) - ۸۳۷ (میلادی) - ۸۳۶ (میلادی) - ۸۳۵ (میلادی) - ۸۳۴ (میلادی) - ۸۳۳ (میلادی) - ۸۳۲ (میلادی) - ۸۳۱ (میلادی)
۸۳۰ (میلادی) - ۸۲۹ (میلادی) - ۸۲۸ (میلادی) - ۸۲۷ (میلادی) - ۸۲۶ (میلادی) - ۸۲۵ (میلادی) - ۸۲۴ (میلادی) - ۸۲۳ (میلادی) - ۸۲۲ (میلادی) - ۸۲۱ (میلادی)
۸۲۰ (میلادی) - ۸۱۹ (میلادی) - ۸۱۸ (میلادی) - ۸۱۷ (میلادی) - ۸۱۶ (میلادی) - ۸۱۵ (میلادی) - ۸۱۴ (میلادی) - ۸۱۳ (میلادی) - ۸۱۲ (میلادی) - ۸۱۱ (میلادی)
۸۱۰ (میلادی) - ۸۰۹ (میلادی) - ۸۰۸ (میلادی) - ۸۰۷ (میلادی) - ۸۰۶ (میلادی) - ۸۰۵ (میلادی) - ۸۰۴ (میلادی) - ۸۰۳ (میلادی) - ۸۰۲ (میلادی) - ۸۰۱ (میلادی)

## سده ۸ (میلادی)
۸۰۰ (میلادی) - ۷۹۹ (میلادی) - ۷۹۸ (میلادی) - ۷۹۷ (میلادی) - ۷۹۶ (میلادی) - ۷۹۵ (میلادی) - ۷۹۴ (میلادی) - ۷۹۳ (میلادی) - ۷۹۲ (میلادی) - ۷۹۱ (میلادی)
۷۹۰ (میلادی) - ۷۸۹ (میلادی) - ۷۸۸ (میلادی) - ۷۸۷ (میلادی) - ۷۸۶ (میلادی) - ۷۸۵ (میلادی) - ۷۸۴ (میلادی) - ۷۸۳ (میلادی) - ۷۸۲ (میلادی) - ۷۸۱ (میلادی)
۷۸۰ (میلادی) - ۷۷۹ (میلادی) - ۷۷۸ (میلادی) - ۷۷۷ (میلادی) - ۷۷۶ (میلادی) - ۷۷۵ (میلادی) - ۷۷۴ (میلادی) - ۷۷۳ (میلادی) - ۷۷۲ (میلادی) - ۷۷۱ (میلادی)
۷۷۰ (میلادی) - ۷۶۹ (میلادی) - ۷۶۸ (میلادی) - ۷۶۷ (میلادی) - ۷۶۶ (میلادی) - ۷۶۵ (میلادی) - ۷۶۴ (میلادی) - ۷۶۳ (میلادی) - ۷۶۲ (میلادی) - ۷۶۱ (میلادی)
۷۶۰ (میلادی) - ۷۵۹ (میلادی) - ۷۵۸ (میلادی) - ۷۵۷ (میلادی) - ۷۵۶ (میلادی) - ۷۵۵ (میلادی) - ۷۵۴ (میلادی) - ۷۵۳ (میلادی) - ۷۵۲ (میلادی) - ۷۵۱ (میلادی)
۷۵۰ (میلادی) - ۷۴۹ (میلادی) - ۷۴۸ (میلادی) - ۷۴۷ (میلادی) - ۷۴۶ (میلادی) - ۷۴۵ (میلادی) - ۷۴۴ (میلادی) - ۷۴۳ (میلادی) - ۷۴۲ (میلادی) - ۷۴۱ (میلادی)
۷۴۰ (میلادی) - ۷۳۹ (میلادی) - ۷۳۸ (میلادی) - ۷۳۷ (میلادی) - ۷۳۶ (میلادی) - ۷۳۵ (میلادی) - ۷۳۴ (میلادی) - ۷۳۳ (میلادی) - ۷۳۲ (میلادی) - ۷۳۱ (میلادی)
۷۳۰ (میلادی) - ۷۲۹ (میلادی) - ۷۲۸ (میلادی) - ۷۲۷ (میلادی) - ۷۲۶ (میلادی) - ۷۲۵ (میلادی) - ۷۲۴ (میلادی) - ۷۲۳ (میلادی) - ۷۲۲ (میلادی) - ۷۲۱ (میلادی)
۷۲۰ (میلادی) - ۷۱۹ (میلادی) - ۷۱۸ (میلادی) - ۷۱۷ (میلادی) - ۷۱۶ (میلادی) - ۷۱۵ (میلادی) - ۷۱۴ (میلادی) - ۷۱۳ (میلادی) - ۷۱۲ (میلادی) - ۷۱۱ (میلادی)
۷۱۰ (میلادی) - ۷۰۹ (میلادی) - ۷۰۸ (میلادی) - ۷۰۷ (میلادی) - ۷۰۶ (میلادی) - ۷۰۵ (میلادی) - ۷۰۴ (میلادی) - ۷۰۳ (میلادی) - ۷۰۲ (میلادی) - ۷۰۱ (میلادی)

## سده ۷ (میلادی)
۷۰۰ (میلادی) - ۶۹۹ (میلادی) - ۶۹۸ (میلادی) - ۶۹۷ (میلادی) - ۶۹۶ (میلادی) - ۶۹۵ (میلادی) - ۶۹۴ (میلادی) - ۶۹۳ (میلادی) - ۶۹۲ (میلادی) - ۶۹۱ (میلادی)
۶۹۰ (میلادی) - ۶۸۹ (میلادی) - ۶۸۸ (میلادی) - ۶۸۷ (میلادی) - ۶۸۶ (میلادی) - ۶۸۵ (میلادی) - ۶۸۴ (میلادی) - ۶۸۳ (میلادی) - ۶۸۲ (میلادی) - ۶۸۱ (میلادی)
۶۸۰ (میلادی) - ۶۷۹ (میلادی) - ۶۷۸ (میلادی) - ۶۷۷ (میلادی) - ۶۷۶ (میلادی) - ۶۷۵ (میلادی) - ۶۷۴ (میلادی) - ۶۷۳ (میلادی) - ۶۷۲ (میلادی) - ۶۷۱ (میلادی)
۶۷۰ (میلادی) - ۶۶۹ (میلادی) - ۶۶۸ (میلادی) - ۶۶۷ (میلادی) - ۶۶۶ (میلادی) - ۶۶۵ (میلادی) - ۶۶۴ (میلادی) - ۶۶۳ (میلادی) - ۶۶۲ (میلادی) - ۶۶۱ (میلادی)
۶۶۰ (میلادی) - ۶۵۹ (میلادی) - ۶۵۸ (میلادی) - ۶۵۷ (میلادی) - ۶۵۶ (میلادی) - ۶۵۵ (میلادی) - ۶۵۴ (میلادی) - ۶۵۳ (میلادی) - ۶۵۲ (میلادی) - ۶۵۱ (میلادی)
۶۵۰ (میلادی) - ۶۴۹ (میلادی) - ۶۴۸ (میلادی) - ۶۴۷ (میلادی) - ۶۴۶ (میلادی) - ۶۴۵ (میلادی) - ۶۴۴ (میلادی) - ۶۴۳ (میلادی) - ۶۴۲ (میلادی) - ۶۴۱ (میلادی)
۶۴۰ (میلادی) - ۶۳۹ (میلادی) - ۶۳۸ (میلادی) - ۶۳۷ (میلادی) - ۶۳۶ (میلادی) - ۶۳۵ (میلادی) - ۶۳۴ (میلادی) - ۶۳۳ (میلادی) - ۶۳۲ (میلادی) - ۶۳۱ (میلادی)
۶۳۰ (میلادی) - ۶۲۹ (میلادی) - ۶۲۸ (میلادی) - ۶۲۷ (میلادی) - ۶۲۶ (میلادی) - ۶۲۵ (میلادی) - ۶۲۴ (میلادی) - ۶۲۳ (میلادی) - ۶۲۲ (میلادی) - ۶۲۱ (میلادی)
۶۲۰ (میلادی) - ۶۱۹ (میلادی) - ۶۱۸ (میلادی) - ۶۱۷ (میلادی) - ۶۱۶ (میلادی) - ۶۱۵ (میلادی) - ۶۱۴ (میلادی) - ۶۱۳ (میلادی) - ۶۱۲ (میلادی) - ۶۱۱ (میلادی)
۶۱۰ (میلادی) - ۶۰۹ (میلادی) - ۶۰۸ (میلادی) - ۶۰۷ (میلادی) - ۶۰۶ (میلادی) - ۶۰۵ (میلادی) - ۶۰۴ (میلادی) - ۶۰۳ (میلادی) - ۶۰۲ (میلادی) - ۶۰۱ (میلادی)

## سده ۶ (میلادی)
۶۰۰ (میلادی) - ۵۹۹ (میلادی) - ۵۹۸ (میلادی) - ۵۹۷ (میلادی) - ۵۹۶ (میلادی) - ۵۹۵ (میلادی) - ۵۹۴ (میلادی) - ۵۹۳ (میلادی) - ۵۹۲ (میلادی) - ۵۹۱ (میلادی)
۵۹۰ (میلادی) - ۵۸۹ (میلادی) - ۵۸۸ (میلادی) - ۵۸۷ (میلادی) - ۵۸۶ (میلادی) - ۵۸۵ (میلادی) - ۵۸۴ (میلادی) - ۵۸۳ (میلادی) - ۵۸۲ (میلادی) - ۵۸۱ (میلادی)
۵۸۰ (میلادی) - ۵۷۹ (میلادی) - ۵۷۸ (میلادی) - ۵۷۷ (میلادی) - ۵۷۶ (میلادی) - ۵۷۵ (میلادی) - ۵۷۴ (میلادی) - ۵۷۳ (میلادی) - ۵۷۲ (میلادی) - ۵۷۱ (میلادی)
۵۷۰ (میلادی) - ۵۶۹ (میلادی) - ۵۶۸ (میلادی) - ۵۶۷ (میلادی) - ۵۶۶ (میلادی) - ۵۶۵ (میلادی) - ۵۶۴ (میلادی) - ۵۶۳ (میلادی) - ۵۶۲ (میلادی) - ۵۶۱ (میلادی)
۵۶۰ (میلادی) - ۵۵۹ (میلادی) - ۵۵۸ (میلادی) - ۵۵۷ (میلادی) - ۵۵۶ (میلادی) - ۵۵۵ (میلادی) - ۵۵۴ (میلادی) - ۵۵۳ (میلادی) - ۵۵۲ (میلادی) - ۵۵۱ (میلادی)
۵۵۰ (میلادی) - ۵۴۹ (میلادی) - ۵۴۸ (میلادی) - ۵۴۷ (میلادی) - ۵۴۶ (میلادی) - ۵۴۵ (میلادی) - ۵۴۴ (میلادی) - ۵۴۳ (میلادی) - ۵۴۲ (میلادی) - ۵۴۱ (میلادی)
۵۴۰ (میلادی) - ۵۳۹ (میلادی) - ۵۳۸ (میلادی) - ۵۳۷ (میلادی) - ۵۳۶ (میلادی) - ۵۳۵ (میلادی) - ۵۳۴ (میلادی) - ۵۳۳ (میلادی) - ۵۳۲ (میلادی) - ۵۳۱ (میلادی)
۵۳۰ (میلادی) - ۵۲۹ (میلادی) - ۵۲۸ (میلادی) - ۵۲۷ (میلادی) - ۵۲۶ (میلادی) - ۵۲۵ (میلادی) - ۵۲۴ (میلادی) - ۵۲۳ (میلادی) - ۵۲۲ (میلادی) - ۵۲۱ (میلادی)
۵۲۰ (میلادی) - ۵۱۹ (میلادی) - ۵۱۸ (میلادی) - ۵۱۷ (میلادی) - ۵۱۶ (میلادی) - ۵۱۵ (میلادی) - ۵۱۴ (میلادی) - ۵۱۳ (میلادی) - ۵۱۲ (میلادی) - ۵۱۱ (میلادی)
۵۱۰ (میلادی) - ۵۰۹ (میلادی) - ۵۰۸ (میلادی) - ۵۰۷ (میلادی) - ۵۰۶ (میلادی) - ۵۰۵ (میلادی) - ۵۰۴ (میلادی) - ۵۰۳ (میلادی) - ۵۰۲ (میلادی) - ۵۰۱ (میلادی)

## سده ۵ (میلادی)
۵۰۰ (میلادی) - ۴۹۹ (میلادی) - ۴۹۸ (میلادی) - ۴۹۷ (میلادی) - ۴۹۶ (میلادی) - ۴۹۵ (میلادی) - ۴۹۴ (میلادی) - ۴۹۳ (میلادی) - ۴۹۲ (میلادی) - ۴۹۱ (میلادی)
۴۹۰ (میلادی) - ۴۸۹ (میلادی) - ۴۸۸ (میلادی) - ۴۸۷ (میلادی) - ۴۸۶ (میلادی) - ۴۸۵ (میلادی) - ۴۸۴ (میلادی) - ۴۸۳ (میلادی) - ۴۸۲ (میلادی) - ۴۸۱ (میلادی)
۴۸۰ (میلادی) - ۴۷۹ (میلادی) - ۴۷۸ (میلادی) - ۴۷۷ (میلادی) - ۴۷۶ (میلادی) - ۴۷۵ (میلادی) - ۴۷۴ (میلادی) - ۴۷۳ (میلادی) - ۴۷۲ (میلادی) - ۴۷۱ (میلادی)
۴۷۰ (میلادی) - ۴۶۹ (میلادی) - ۴۶۸ (میلادی) - ۴۶۷ (میلادی) - ۴۶۶ (میلادی) - ۴۶۵ (میلادی) - ۴۶۴ (میلادی) - ۴۶۳ (میلادی) - ۴۶۲ (میلادی) - ۴۶۱ (میلادی)
۴۶۰ (میلادی) - ۴۵۹ (میلادی) - ۴۵۸ (میلادی) - ۴۵۷ (میلادی) - ۴۵۶ (میلادی) - ۴۵۵ (میلادی) - ۴۵۴ (میلادی) - ۴۵۳ (میلادی) - ۴۵۲ (میلادی) - ۴۵۱ (میلادی)
۴۵۰ (میلادی) - ۴۴۹ (میلادی) - ۴۴۸ (میلادی) - ۴۴۷ (میلادی) - ۴۴۶ (میلادی) - ۴۴۵ (میلادی) - ۴۴۴ (میلادی) - ۴۴۳ (میلادی) - ۴۴۲ (میلادی) - ۴۴۱ (میلادی)
۴۴۰ (میلادی) - ۴۳۹ (میلادی) - ۴۳۸ (میلادی) - ۴۳۷ (میلادی) - ۴۳۶ (میلادی) - ۴۳۵ (میلادی) - ۴۳۴ (میلادی) - ۴۳۳ (میلادی) - ۴۳۲ (میلادی) - ۴۳۱ (میلادی)
۴۳۰ (میلادی) - ۴۲۹ (میلادی) - ۴۲۸ (میلادی) - ۴۲۷ (میلادی) - ۴۲۶ (میلادی) - ۴۲۵ (میلادی) - ۴۲۴ (میلادی) - ۴۲۳ (میلادی) - ۴۲۲ (میلادی) - ۴۲۱ (میلادی)
۴۲۰ (میلادی) - ۴۱۹ (میلادی) - ۴۱۸ (میلادی) - ۴۱۷ (میلادی) - ۴۱۶ (میلادی) - ۴۱۵ (میلادی) - ۴۱۴ (میلادی) - ۴۱۳ (میلادی) - ۴۱۲ (میلادی) - ۴۱۱ (میلادی)
۴۱۰ (میلادی) - ۴۰۹ (میلادی) - ۴۰۸ (میلادی) - ۴۰۷ (میلادی) - ۴۰۶ (میلادی) - ۴۰۵ (میلادی) - ۴۰۴ (میلادی) - ۴۰۳ (میلادی) - ۴۰۲ (میلادی) - ۴۰۱ (میلادی)

## سده ۴ (میلادی)
۴۰۰ (میلادی) - ۳۹۹ (میلادی) - ۳۹۸ (میلادی) - ۳۹۷ (میلادی) - ۳۹۶ (میلادی) - ۳۹۵ (میلادی) - ۳۹۴ (میلادی) - ۳۹۳ (میلادی) - ۳۹۲ (میلادی) - ۳۹۱ (میلادی)
۳۹۰ (میلادی) - ۳۸۹ (میلادی) - ۳۸۸ (میلادی) - ۳۸۷ (میلادی) - ۳۸۶ (میلادی) - ۳۸۵ (میلادی) - ۳۸۴ (میلادی) - ۳۸۳ (میلادی) - ۳۸۲ (میلادی) - ۳۸۱ (میلادی)
۳۸۰ (میلادی) - ۳۷۹ (میلادی) - ۳۷۸ (میلادی) - ۳۷۷ (میلادی) - ۳۷۶ (میلادی) - ۳۷۵ (میلادی) - ۳۷۴ (میلادی) - ۳۷۳ (میلادی) - ۳۷۲ (میلادی) - ۳۷۱ (میلادی)
۳۷۰ (میلادی) - ۳۶۹ (میلادی) - ۳۶۸ (میلادی) - ۳۶۷ (میلادی) - ۳۶۶ (میلادی) - ۳۶۵ (میلادی) - ۳۶۴ (میلادی) - ۳۶۳ (میلادی) - ۳۶۲ (میلادی) - ۳۶۱ (میلادی)
۳۶۰ (میلادی) - ۳۵۹ (میلادی) - ۳۵۸ (میلادی) - ۳۵۷ (میلادی) - ۳۵۶ (میلادی) - ۳۵۵ (میلادی) - ۳۵۴ (میلادی) - ۳۵۳ (میلادی) - ۳۵۲ (میلادی) - ۳۵۱ (میلادی)
۳۵۰ (میلادی) - ۳۴۹ (میلادی) - ۳۴۸ (میلادی) - ۳۴۷ (میلادی) - ۳۴۶ (میلادی) - ۳۴۵ (میلادی) - ۳۴۴ (میلادی) - ۳۴۳ (میلادی) - ۳۴۲ (میلادی) - ۳۴۱ (میلادی)
۳۴۰ (میلادی) - ۳۳۹ (میلادی) - ۳۳۸ (میلادی) - ۳۳۷ (میلادی) - ۳۳۶ (میلادی) - ۳۳۵ (میلادی) - ۳۳۴ (میلادی) - ۳۳۳ (میلادی) - ۳۳۲ (میلادی) - ۳۳۱ (میلادی)
۳۳۰ (میلادی) - ۳۲۹ (میلادی) - ۳۲۸ (میلادی) - ۳۲۷ (میلادی) - ۳۲۶ (میلادی) - ۳۲۵ (میلادی) - ۳۲۴ (میلادی) - ۳۲۳ (میلادی) - ۳۲۲ (میلادی) - ۳۲۱ (میلادی)
۳۲۰ (میلادی) - ۳۱۹ (میلادی) - ۳۱۸ (میلادی) - ۳۱۷ (میلادی) - ۳۱۶ (میلادی) - ۳۱۵ (میلادی) - ۳۱۴ (میلادی) - ۳۱۳ (میلادی) - ۳۱۲ (میلادی) - ۳۱۱ (میلادی)
۳۱۰ (میلادی) - ۳۰۹ (میلادی) - ۳۰۸ (میلادی) - ۳۰۷ (میلادی) - ۳۰۶ (میلادی) - ۳۰۵ (میلادی) - ۳۰۴ (میلادی) - ۳۰۳ (میلادی) - ۳۰۲ (میلادی) - ۳۰۱ (میلادی)

## سده ۳ (میلادی)
۳۰۰ (میلادی) - ۲۹۹ (میلادی) - ۲۹۸ (میلادی) - ۲۹۷ (میلادی) - ۲۹۶ (میلادی) - ۲۹۵ (میلادی) - ۲۹۴ (میلادی) - ۲۹۳ (میلادی) - ۲۹۲ (میلادی) - ۲۹۱ (میلادی)
۲۹۰ (میلادی) - ۲۸۹ (میلادی) - ۲۸۸ (میلادی) - ۲۸۷ (میلادی) - ۲۸۶ (میلادی) - ۲۸۵ (میلادی) - ۲۸۴ (میلادی) - ۲۸۳ (میلادی) - ۲۸۲ (میلادی) - ۲۸۱ (میلادی)
۲۸۰ (میلادی) - ۲۷۹ (میلادی) - ۲۷۸ (میلادی) - ۲۷۷ (میلادی) - ۲۷۶ (میلادی) - ۲۷۵ (میلادی) - ۲۷۴ (میلادی) - ۲۷۳ (میلادی) - ۲۷۲ (میلادی) - ۲۷۱ (میلادی)
۲۷۰ (میلادی) - ۲۶۹ (میلادی) - ۲۶۸ (میلادی) - ۲۶۷ (میلادی) - ۲۶۶ (میلادی) - ۲۶۵ (میلادی) - ۲۶۴ (میلادی) - ۲۶۳ (میلادی) - ۲۶۲ (میلادی) - ۲۶۱ (میلادی)
۲۶۰ (میلادی) - ۲۵۹ (میلادی) - ۲۵۸ (میلادی) - ۲۵۷ (میلادی) - ۲۵۶ (میلادی) - ۲۵۵ (میلادی) - ۲۵۴ (میلادی) - ۲۵۳ (میلادی) - ۲۵۲ (میلادی) - ۲۵۱ (میلادی)
۲۵۰ (میلادی) - ۲۴۹ (میلادی) - ۲۴۸ (میلادی) - ۲۴۷ (میلادی) - ۲۴۶ (میلادی) - ۲۴۵ (میلادی) - ۲۴۴ (میلادی) - ۲۴۳ (میلادی) - ۲۴۲ (میلادی) - ۲۴۱ (میلادی)
۲۴۰ (میلادی) - ۲۳۹ (میلادی) - ۲۳۸ (میلادی) - ۲۳۷ (میلادی) - ۲۳۶ (میلادی) - ۲۳۵ (میلادی) - ۲۳۴ (میلادی) - ۲۳۳ (میلادی) - ۲۳۲ (میلادی) - ۲۳۱ (میلادی)
۲۳۰ (میلادی) - ۲۲۹ (میلادی) - ۲۲۸ (میلادی) - ۲۲۷ (میلادی) - ۲۲۶ (میلادی) - ۲۲۵ (میلادی) - ۲۲۴ (میلادی) - ۲۲۳ (میلادی) - ۲۲۲ (میلادی) - ۲۲۱ (میلادی)
۲۲۰ (میلادی) - ۲۱۹ (میلادی) - ۲۱۸ (میلادی) - ۲۱۷ (میلادی) - ۲۱۶ (میلادی) - ۲۱۵ (میلادی) - ۲۱۴ (میلادی) - ۲۱۳ (میلادی) - ۲۱۲ (میلادی) - ۲۱۱ (میلادی)
۲۱۰ (میلادی) - ۲۰۹ (میلادی) - ۲۰۸ (میلادی) - ۲۰۷ (میلادی) - ۲۰۶ (میلادی) - ۲۰۵ (میلادی) - ۲۰۴ (میلادی) - ۲۰۳ (میلادی) - ۲۰۲ (میلادی) - ۲۰۱ (میلادی)

## سده ۲ (میلادی)
۲۰۰ (میلادی) - ۱۹۹ (میلادی) - ۱۹۸ (میلادی) - ۱۹۷ (میلادی) - ۱۹۶ (میلادی) - ۱۹۵ (میلادی) - ۱۹۴ (میلادی) - ۱۹۳ (میلادی) - ۱۹۲ (میلادی) - ۱۹۱ (میلادی)
۱۹۰ (میلادی) - ۱۸۹ (میلادی) - ۱۸۸ (میلادی) - ۱۸۷ (میلادی) - ۱۸۶ (میلادی) - ۱۸۵ (میلادی) - ۱۸۴ (میلادی) - ۱۸۳ (میلادی) - ۱۸۲ (میلادی) - ۱۸۱ (میلادی)
۱۸۰ (میلادی) - ۱۷۹ (میلادی) - ۱۷۸ (میلادی) - ۱۷۷ (میلادی) - ۱۷۶ (میلادی) - ۱۷۵ (میلادی) - ۱۷۴ (میلادی) - ۱۷۳ (میلادی) - ۱۷۲ (میلادی) - ۱۷۱ (میلادی)
۱۷۰ (میلادی) - ۱۶۹ (میلادی) - ۱۶۸ (میلادی) - ۱۶۷ (میلادی) - ۱۶۶ (میلادی) - ۱۶۵ (میلادی) - ۱۶۴ (میلادی) - ۱۶۳ (میلادی) - ۱۶۲ (میلادی) - ۱۶۱ (میلادی)
۱۶۰ (میلادی) - ۱۵۹ (میلادی) - ۱۵۸ (میلادی) - ۱۵۷ (میلادی) - ۱۵۶ (میلادی) - ۱۵۵ (میلادی) - ۱۵۴ (میلادی) - ۱۵۳ (میلادی) - ۱۵۲ (میلادی) - ۱۵۱ (میلادی)
۱۵۰ (میلادی) - ۱۴۹ (میلادی) - ۱۴۸ (میلادی) - ۱۴۷ (میلادی) - ۱۴۶ (میلادی) - ۱۴۵ (میلادی) - ۱۴۴ (میلادی) - ۱۴۳ (میلادی) - ۱۴۲ (میلادی) - ۱۴۱ (میلادی)
۱۴۰ (میلادی) - ۱۳۹ (میلادی) - ۱۳۸ (میلادی) - ۱۳۷ (میلادی) - ۱۳۶ (میلادی) - ۱۳۵ (میلادی) - ۱۳۴ (میلادی) - ۱۳۳ (میلادی) - ۱۳۲ (میلادی) - ۱۳۱ (میلادی)
۱۳۰ (میلادی) - ۱۲۹ (میلادی) - ۱۲۸ (میلادی) - ۱۲۷ (میلادی) - ۱۲۶ (میلادی) - ۱۲۵ (میلادی) - ۱۲۴ (میلادی) - ۱۲۳ (میلادی) - ۱۲۲ (میلادی) - ۱۲۱ (میلادی)
۱۲۰ (میلادی) - ۱۱۹ (میلادی) - ۱۱۸ (میلادی) - ۱۱۷ (میلادی) - ۱۱۶ (میلادی) - ۱۱۵ (میلادی) - ۱۱۴ (میلادی) - ۱۱۳ (میلادی) - ۱۱۲ (میلادی) - ۱۱۱ (میلادی)
۱۱۰ (میلادی) - ۱۰۹ (میلادی) - ۱۰۸ (میلادی) - ۱۰۷ (میلادی) - ۱۰۶ (میلادی) - ۱۰۵ (میلادی) - ۱۰۴ (میلادی) - ۱۰۳ (میلادی) - ۱۰۲ (میلادی) - ۱۰۱ (میلادی)

## سده ۱ (میلادی)
۱۰۰ (میلادی) - ۹۹ (میلادی) - ۹۸ (میلادی) - ۹۷ (میلادی) - ۹۶ (میلادی) - ۹۵ (میلادی) - ۹۴ (میلادی) - ۹۳ (میلادی) - ۹۲ (میلادی) - ۹۱ (میلادی)
۹۰ (میلادی) - ۸۹ (میلادی) - ۸۸ (میلادی) - ۸۷ (میلادی) - ۸۶ (میلادی) - ۸۵ (میلادی) - ۸۴ (میلادی) - ۸۳ (میلادی) - ۸۲ (میلادی) - ۸۱ (میلادی)
۸۰ (میلادی) - ۷۹ (میلادی) - ۷۸ (میلادی) - ۷۷ (میلادی) - ۷۶ (میلادی) - ۷۵ (میلادی) - ۷۴ (میلادی) - ۷۳ (میلادی) - ۷۲ (میلادی) - ۷۱ (میلادی)
۷۰ (میلادی) - ۶۹ (میلادی) - ۶۸ (میلادی) - ۶۷ (میلادی) - ۶۶ (میلادی) - ۶۵ (میلادی) - ۶۴ (میلادی) - ۶۳ (میلادی) - ۶۲ (میلادی) - ۶۱ (میلادی)
۶۰ (میلادی) - ۵۹ (میلادی) - ۵۸ (میلادی) - ۵۷ (میلادی) - ۵۶ (میلادی) - ۵۵ (میلادی) - ۵۴ (میلادی) - ۵۳ (میلادی) - ۵۲ (میلادی) - ۵۱ (میلادی)
۵۰ (میلادی) - ۴۹ (میلادی) - ۴۸ (میلادی) - ۴۷ (میلادی) - ۴۶ (میلادی) - ۴۵ (میلادی) - ۴۴ (میلادی) - ۴۳ (میلادی) - ۴۲ (میلادی) - ۴۱ (میلادی)
۴۰ (میلادی) - ۳۹ (میلادی) - ۳۸ (میلادی) - ۳۷ (میلادی) - ۳۶ (میلادی) - ۳۵ (میلادی) - ۳۴ (میلادی) - ۳۳ (میلادی) - ۳۲ (میلادی) - ۳۱ (میلادی)
۳۰ (میلادی) - ۲۹ (میلادی) - ۲۸ (میلادی) - ۲۷ (میلادی) - ۲۶ (میلادی) - ۲۵ (میلادی) - ۲۴ (میلادی) - ۲۳ (میلادی) - ۲۲ (میلادی) - ۲۱ (میلادی)
۲۰ (میلادی) - ۱۹ (میلادی) - ۱۸ (میلادی) - ۱۷ (میلادی) - ۱۶ (میلادی) - ۱۵ (میلادی) - ۱۴ (میلادی) - ۱۳ (میلادی) - ۱۲ (میلادی) - ۱۱ (میلادی)
۱۰ (میلادی) - ۹ (میلادی) - ۸ (میلادی) - ۷ (میلادی) - ۶ (میلادی) - ۵ (میلادی) - ۴ (میلادی) - ۳ (میلادی) - ۲ (میلادی) - ۱ (میلادی)

## سده ۱
۱ - ۲ - ۳ - ۴ - ۵ - ۶ - ۷ - ۸ - ۹ - ۱۰
۱۱ - ۱۲ - ۱۳ - ۱۴ - ۱۵ - ۱۶ - ۱۷ - ۱۸ - ۱۹ - ۲۰
۲۱ - ۲۲ - ۲۳ - ۲۴ - ۲۵ - ۲۶ - ۲۷ - ۲۸ - ۲۹ - ۳۰
۳۱ - ۳۲ - ۳۳ - ۳۴ - ۳۵ - ۳۶ - ۳۷ - ۳۸ - ۳۹ - ۴۰
۴۱ - ۴۲ - ۴۳ - ۴۴ - ۴۵ - ۴۶ - ۴۷ - ۴۸ - ۴۹ - ۵۰
۵۱ - ۵۲ - ۵۳ - ۵۴ - ۵۵ - ۵۶ - ۵۷ - ۵۸ - ۵۹ - ۶۰
۶۱ - ۶۲ - ۶۳ - ۶۴ - ۶۵ - ۶۶ - ۶۷ - ۶۸ - ۶۹ - ۷۰
۷۱ - ۷۲ - ۷۳ - ۷۴ - ۷۵ - ۷۶ - ۷۷ - ۷۸ - ۷۹ - ۸۰
۸۱ - ۸۲ - ۸۳ - ۸۴ - ۸۵ - ۸۶ - ۸۷ - ۸۸ - ۸۹ - ۹۰
۹۱ - ۹۲ - ۹۳ - ۹۴ - ۹۵ - ۹۶ - ۹۷ - ۹۸ - ۹۹ - ۱۰۰

## سده ۲
۱۰۱ - ۱۰۲ - ۱۰۳ - ۱۰۴ - ۱۰۵ - ۱۰۶ - ۱۰۷ - ۱۰۸ - ۱۰۹ - ۱۱۰
۱۱۱ - ۱۱۲ - ۱۱۳ - ۱۱۴ - ۱۱۵ - ۱۱۶ - ۱۱۷ - ۱۱۸ - ۱۱۹ - ۱۲۰
۱۲۱ - ۱۲۲ - ۱۲۳ - ۱۲۴ - ۱۲۵ - ۱۲۶ - ۱۲۷ - ۱۲۸ - ۱۲۹ - ۱۳۰
۱۳۱ - ۱۳۲ - ۱۳۳ - ۱۳۴ - ۱۳۵ - ۱۳۶ - ۱۳۷ - ۱۳۸ - ۱۳۹ - ۱۴۰
۱۴۱ - ۱۴۲ - ۱۴۳ - ۱۴۴ - ۱۴۵ - ۱۴۶ - ۱۴۷ - ۱۴۸ - ۱۴۹ - ۱۵۰
۱۵۱ - ۱۵۲ - ۱۵۳ - ۱۵۴ - ۱۵۵ - ۱۵۶ - ۱۵۷ - ۱۵۸ - ۱۵۹ - ۱۶۰
۱۶۱ - ۱۶۲ - ۱۶۳ - ۱۶۴ - ۱۶۵ - ۱۶۶ - ۱۶۷ - ۱۶۸ - ۱۶۹ - ۱۷۰
۱۷۱ - ۱۷۲ - ۱۷۳ - ۱۷۴ - ۱۷۵ - ۱۷۶ - ۱۷۷ - ۱۷۸ - ۱۷۹ - ۱۸۰
۱۸۱ - ۱۸۲ - ۱۸۳ - ۱۸۴ - ۱۸۵ - ۱۸۶ - ۱۸۷ - ۱۸۸ - ۱۸۹ - ۱۹۰
۱۹۱ - ۱۹۲ - ۱۹۳ - ۱۹۴ - ۱۹۵ - ۱۹۶ - ۱۹۷ - ۱۹۸ - ۱۹۹ - ۲۰۰

## سده ۳
۲۰۱ - ۲۰۲ - ۲۰۳ - ۲۰۴ - ۲۰۵ - ۲۰۶ - ۲۰۷ - ۲۰۸ - ۲۰۹ - ۲۱۰
۲۱۱ - ۲۱۲ - ۲۱۳ - ۲۱۴ - ۲۱۵ - ۲۱۶ - ۲۱۷ - ۲۱۸ - ۲۱۹ - ۲۲۰
۲۲۱ - ۲۲۲ - ۲۲۳ - ۲۲۴ - ۲۲۵ - ۲۲۶ - ۲۲۷ - ۲۲۸ - ۲۲۹ - ۲۳۰
۲۳۱ - ۲۳۲ - ۲۳۳ - ۲۳۴ - ۲۳۵ - ۲۳۶ - ۲۳۷ - ۲۳۸ - ۲۳۹ - ۲۴۰
۲۴۱ - ۲۴۲ - ۲۴۳ - ۲۴۴ - ۲۴۵ - ۲۴۶ - ۲۴۷ - ۲۴۸ - ۲۴۹ - ۲۵۰
۲۵۱ - ۲۵۲ - ۲۵۳ - ۲۵۴ - ۲۵۵ - ۲۵۶ - ۲۵۷ - ۲۵۸ - ۲۵۹ - ۲۶۰
۲۶۱ - ۲۶۲ - ۲۶۳ - ۲۶۴ - ۲۶۵ - ۲۶۶ - ۲۶۷ - ۲۶۸ - ۲۶۹ - ۲۷۰
۲۷۱ - ۲۷۲ - ۲۷۳ - ۲۷۴ - ۲۷۵ - ۲۷۶ - ۲۷۷ - ۲۷۸ - ۲۷۹ - ۲۸۰
۲۸۱ - ۲۸۲ - ۲۸۳ - ۲۸۴ - ۲۸۵ - ۲۸۶ - ۲۸۷ - ۲۸۸ - ۲۸۹ - ۲۹۰
۲۹۱ - ۲۹۲ - ۲۹۳ - ۲۹۴ - ۲۹۵ - ۲۹۶ - ۲۹۷ - ۲۹۸ - ۲۹۹ - ۳۰۰

## سده ۴
۳۰۱ - ۳۰۲ - ۳۰۳ - ۳۰۴ - ۳۰۵ - ۳۰۶ - ۳۰۷ - ۳۰۸ - ۳۰۹ - ۳۱۰
۳۱۱ - ۳۱۲ - ۳۱۳ - ۳۱۴ - ۳۱۵ - ۳۱۶ - ۳۱۷ - ۳۱۸ - ۳۱۹ - ۳۲۰
۳۲۱ - ۳۲۲ - ۳۲۳ - ۳۲۴ - ۳۲۵ - ۳۲۶ - ۳۲۷ - ۳۲۸ - ۳۲۹ - ۳۳۰
۳۳۱ - ۳۳۲ - ۳۳۳ - ۳۳۴ - ۳۳۵ - ۳۳۶ - ۳۳۷ - ۳۳۸ - ۳۳۹ - ۳۴۰
۳۴۱ - ۳۴۲ - ۳۴۳ - ۳۴۴ - ۳۴۵ - ۳۴۶ - ۳۴۷ - ۳۴۸ - ۳۴۹ - ۳۵۰
۳۵۱ - ۳۵۲ - ۳۵۳ - ۳۵۴ - ۳۵۵ - ۳۵۶ - ۳۵۷ - ۳۵۸ - ۳۵۹ - ۳۶۰
۳۶۱ - ۳۶۲ - ۳۶۳ - ۳۶۴ - ۳۶۵ - ۳۶۶ - ۳۶۷ - ۳۶۸ - ۳۶۹ - ۳۷۰
۳۷۱ - ۳۷۲ - ۳۷۳ - ۳۷۴ - ۳۷۵ - ۳۷۶ - ۳۷۷ - ۳۷۸ - ۳۷۹ - ۳۸۰
۳۸۱ - ۳۸۲ - ۳۸۳ - ۳۸۴ - ۳۸۵ - ۳۸۶ - ۳۸۷ - ۳۸۸ - ۳۸۹ - ۳۹۰
۳۹۱ - ۳۹۲ - ۳۹۳ - ۳۹۴ - ۳۹۵ - ۳۹۶ - ۳۹۷ - ۳۹۸ - ۳۹۹ - ۴۰۰

## سده ۵
۴۰۱ - ۴۰۲ - ۴۰۳ - ۴۰۴ - ۴۰۵ - ۴۰۶ - ۴۰۷ - ۴۰۸ - ۴۰۹ - ۴۱۰
۴۱۱ - ۴۱۲ - ۴۱۳ - ۴۱۴ - ۴۱۵ - ۴۱۶ - ۴۱۷ - ۴۱۸ - ۴۱۹ - ۴۲۰
۴۲۱ - ۴۲۲ - ۴۲۳ - ۴۲۴ - ۴۲۵ - ۴۲۶ - ۴۲۷ - ۴۲۸ - ۴۲۹ - ۴۳۰
۴۳۱ - ۴۳۲ - ۴۳۳ - ۴۳۴ - ۴۳۵ - ۴۳۶ - ۴۳۷ - ۴۳۸ - ۴۳۹ - ۴۴۰
۴۴۱ - ۴۴۲ - ۴۴۳ - ۴۴۴ - ۴۴۵ - ۴۴۶ - ۴۴۷ - ۴۴۸ - ۴۴۹ - ۴۵۰
۴۵۱ - ۴۵۲ - ۴۵۳ - ۴۵۴ - ۴۵۵ - ۴۵۶ - ۴۵۷ - ۴۵۸ - ۴۵۹ - ۴۶۰
۴۶۱ - ۴۶۲ - ۴۶۳ - ۴۶۴ - ۴۶۵ - ۴۶۶ - ۴۶۷ - ۴۶۸ - ۴۶۹ - ۴۷۰
۴۷۱ - ۴۷۲ - ۴۷۳ - ۴۷۴ - ۴۷۵ - ۴۷۶ - ۴۷۷ - ۴۷۸ - ۴۷۹ - ۴۸۰
۴۸۱ - ۴۸۲ - ۴۸۳ - ۴۸۴ - ۴۸۵ - ۴۸۶ - ۴۸۷ - ۴۸۸ - ۴۸۹ - ۴۹۰
۴۹۱ - ۴۹۲ - ۴۹۳ - ۴۹۴ - ۴۹۵ - ۴۹۶ - ۴۹۷ - ۴۹۸ - ۴۹۹ - ۵۰۰

## سده ۶
۵۰۱ - ۵۰۲ - ۵۰۳ - ۵۰۴ - ۵۰۵ - ۵۰۶ - ۵۰۷ - ۵۰۸ - ۵۰۹ - ۵۱۰
دهه ۵۱۰ - ۵۱۲ - دهه ۵۱۰ - ۵۱۴ - ۵۱۵ - ۵۱۶ - دهه ۵۱۰ - ۵۱۸ - ۵۱۹ - ۵۲۰
۵۲۱ - دهه ۵۲۰ - دهه ۵۲۰ - ۵۲۴ - دهه ۵۲۰ - دهه ۵۲۰ - دهه ۵۲۰ - دهه ۵۲۰ - دهه ۵۲۰ - ۵۳۰
۵۳۱ - ۵۳۲ - ۵۳۳ - ۵۳۴ - ۵۳۵ - ۵۳۶ - ۵۳۷ - ۵۳۸ - ۵۳۹ - ۵۴۰
۵۴۱ - ۵۴۲ - ۵۴۳ - ۵۴۴ - ۵۴۵ - ۵۴۶ - ۵۴۷ - ۵۴۸ - ۵۴۹ - ۵۵۰
۵۵۱ - ۵۵۲ - ۵۵۳ - ۵۵۴ - ۵۵۵ - ۵۵۶ - ۵۵۷ - ۵۵۸ - ۵۵۹ - ۵۶۰
دهه ۵۶۰ - ۵۶۲ - دهه ۵۶۰ - ۵۶۴ - دهه ۵۶۰ - ۵۶۶ - ۵۶۷ - ۵۶۸ - دهه ۵۶۰ - ۵۷۰
۵۷۱ - ۵۷۲ - ۵۷۳ - دهه ۵۷۰ - ۵۷۵ - ۵۷۶ - ۵۷۷ - دهه ۵۷۰ - ۵۷۹ - ۵۸۰
۵۸۱ - ۵۸۲ - دهه ۵۸۰ - ۵۸۴ - ۵۸۵ - ۵۸۶ - ۵۸۷ - دهه ۵۸۰ - ۵۸۹ - ۵۹۰
۵۹۱ - ۵۹۲ - ۵۹۳ - ۵۹۴ - ۵۹۵ - دهه ۵۹۰ - ۵۹۷ - ۵۹۸ - ۵۹۹ - ۶۰۰

## ۷
۶۰۱ - ۶۰۲ - دهه ۶۰۰ - ۶۰۴ - ۶۰۵ - ۶۰۶ - ۶۰۷ - ۶۰۸ - ۶۰۹ - ۶۱۰
دهه ۶۱۰ - ۶۱۲ - ۶۱۳ - ۶۱۴ - ۶۱۵ - ۶۱۶ - دهه ۶۱۰ - ۶۱۸ - ۶۱۹ - ۶۲۰
۶۲۱ - ۶۲۲ - دهه ۶۲۰ - ۶۲۴ - ۶۲۵ - ۶۲۶ - ۶۲۷ - ۶۲۸ - دهه ۶۲۰ - دهه ۶۳۰
۶۳۱ - ۶۳۲ - ۶۳۳ - ۶۳۴ - دهه ۶۳۰ - ۶۳۶ - ۶۳۷ - ۶۳۸ - ۶۳۹ - ۶۴۰
۶۴۱ - ۶۴۲ - ۶۴۳ - ۶۴۴ - ۵۴۵ - دهه ۶۴۰ - ۶۴۷ - ۶۴۸ - ۶۴۹ - ۶۵۰
۶۵۱ - ۶۵۲ - ۶۵۳ - ۶۵۴ - ۶۵۵ - ۶۵۶ - ۶۵۷ - ۶۵۸ - ۶۵۹ - ۶۶۰
۶۶۱ - دهه ۶۶۰ - ۶۶۳ - ۶۶۴ - ۶۶۵ - ۶۶۶ - ۶۶۷ - ۶۶۸ - ۶۶۹ - ۶۷۰
۶۷۱ - ۶۷۲ - ۶۷۳ - ۶۷۴ - ۶۷۵ - ۶۷۶ - ۶۷۷ - ۶۷۸ - دهه ۶۷۰ - ۶۸۰
۶۸۱ - ۶۸۲ - دهه ۶۸۰ - دهه ۶۸۰ - ۶۸۵ - ۶۸۶ - ۶۸۷ - ۶۸۸ - ۶۸۹ - ۶۹۰
۶۹۱ - ۶۹۲ - ۶۹۳ - ۶۹۴ - دهه ۶۹۰ - ۶۹۶ - ۶۹۷ - ۶۹۸ - ۶۹۹ - ۷۰۰

## ۸
۷۰۱ - دهه ۷۰۰ - دهه ۷۰۰ - دهه ۷۰۰ - ۷۰۵ - دهه ۷۰۰ - دهه ۷۰۰ - دهه ۷۰۰ - دهه ۷۰۰ - دهه ۷۱۰
دهه ۷۱۰ - دهه ۷۱۰ - ۷۱۳ - دهه ۷۱۰ - ۷۱۵ - ۷۱۶ - ۷۱۷ - ۷۱۸ - ۷۱۹ - ۷۲۰
۷۲۱ - ۷۲۲ - ۷۲۳ - ۷۲۴ - ۷۲۵ - ۷۲۶ - ۷۲۷ - ۷۲۸ - ۷۲۹ - ۷۳۰
دهه ۷۳۰ - دهه ۷۳۰ - دهه ۷۳۰ - دهه ۷۳۰ - دهه ۷۳۰ - دهه ۷۳۰ - دهه ۷۳۰ - دهه ۷۳۰ - ۷۳۹ - ۷۴۰
۷۴۱ - ۷۴۲ - ۷۴۳ - ۷۴۴ - ۷۴۵ - ۷۴۶ - ۷۴۷ - ۷۴۸ - ۷۴۹ - ۷۵۰
۷۵۱ - ۷۵۲ - ۷۵۳ - ۷۵۴ - ۷۵۵ - ۷۵۶ - دهه ۷۵۰ - دهه ۷۵۰ - دهه ۷۵۰ - دهه ۷۶۰
دهه ۷۶۰ - دهه ۷۶۰ - دهه ۷۶۰ - دهه ۷۶۰ - دهه ۷۶۰ - دهه ۷۶۰ - دهه ۷۶۰ - دهه ۷۶۰ - دهه ۷۶۰ - ۷۷۰
۷۷۱ - دهه ۷۷۰ - دهه ۷۷۰ - ۷۷۴ - دهه ۷۷۰ - ۷۷۶ - دهه ۷۷۰ - دهه ۷۷۰ - دهه ۷۷۰ - دهه ۷۸۰
۷۸۱ - ۷۸۲ - دهه ۷۸۰ - دهه ۷۸۰ - دهه ۷۸۰ - دهه ۷۸۰ - دهه ۷۸۰ - دهه ۷۸۰ - دهه ۷۸۰ - دهه ۷۹۰
دهه ۷۹۰ - دهه ۷۹۰ - دهه ۷۹۰ - دهه ۷۹۰ - دهه ۷۹۰ - دهه ۷۹۰ - ۷۹۷ - دهه ۷۹۰ - دهه ۷۹۰ - ۸۰۰

## سده ۹
دهه ۸۰۰ - دهه ۸۰۰ - دهه ۸۰۰ - ۸۰۴ - دهه ۸۰۰ - دهه ۸۰۰ - دهه ۸۰۰ - دهه ۸۰۰ - دهه ۸۰۰ - دهه ۸۱۰
دهه ۸۱۰ - دهه ۸۱۰ - دهه ۸۱۰ - ۸۱۴ - دهه ۸۱۰ - دهه ۸۱۰ - ۸۱۷ - دهه ۸۱۰ - دهه ۸۲۰